# Chloropetalia
Chloropetalia  – rodzaj ważek z rodziny Chlorogomphidae.

## Podział systematyczny
Do rodzaju należą następujące gatunki:
- Chloropetalia kimminsi (Fraser, 1940)
- Chloropetalia owadai (Asahina, 1995)
- Chloropetalia selysi (Fraser, 1929)
- Chloropetalia soarer Wilson, 2002